# Negri (gmina)
Negri – gmina w Rumunii, w okręgu Bacău. Obejmuje miejscowości Brad, Călinești, Mâgla, Negri, Poiana i Ursoaia. W 2011 roku liczyła 2709 mieszkańców.